# Suzue Miuchi
Suzue Miuchi (美内すずえ, Miuchi Suzue), nacida el 20 de febrero de 1951 en Osaka, es una dibujante de shōjo manga.
Hizo su debut en 1967 en la revista Margaret con Yama no tsuki to kodanuki to ("La luna de la montaña y el pequeño mapache"). No obstante, su obra más conocida es Garasu no kamen ("La máscara de cristal"), que se publicá desde 1976 en Hana to yume (versiones animadas en los años 80), historia protagonizada por una joven que sueña con ser actriz. Dentro de su producción, podemos mencionar Yōhiki-den ("La leyenda de la reina bruja", 1980), Haruka naru kaze to hikari ("Luz y viento alados", 1984) y Amaterasu (1987-1991). 

## Obras
- Garasu no kamen (ガラスの仮面)
- Amaterasu (アマテラス)
- Kiiro no yami ga miteiru (金色の闇が見ている)
- Haruka naru kaze to hikari (はるかなる風と光)
- Akai megami (赤い女神)
- Bara monogatari (バラ物語)
- Kujaku-iro no Canaria (孔雀色のカナリア)
- Moeru niji (燃える虹)
- Kuro yuri no keizu (黒百合の系図)
- Majō media (魔女メディア)
- Niji no tatakai (虹の戦)
- Ōjo Alexandra (王女アレキサンドラ)
- Shiroyuri no kishi (白ゆりの騎士)
- Saint Alice teikoku (聖（セント）アリス帝国)
- Yōhiki-den (妖鬼妃伝)
- Dynamite Milk Pie (ダイナマイト・みるく・パイ)
- Shiroi kagebōshi (白い影法師)
- Amaransu no Joō (アマランスの女王)
- Nihon rettō ichimannen (日本列島一万年)
- Giulietta no arashi (ジュリエッタの嵐)
- Yuki no oto (雪の音)
- Ningyō no haka (人形の墓, recopilación)
- Jūsangatsu no higeki (13月の悲劇, recopilación de cuentos de misterio)